# الحملة النمساوية على المغرب (1829)
```

```

```
 كانت الحملة النمساوية ضد المغرب عام 
1829
 جهدًا فاشلاً من قبل 
البحرية النمساوية
 لتحرير سفينتها التجارية وطاقمها الذين تم تحويل مسارهم بواسطة 
المغرب
 وأسرهم. 
```

## الخلفية
```
أقامت 
النمسا
 
والمغرب
 علاقات دبلوماسية لأول مرة في عام 
1783
.و في 17 أبريل، 
1783
 ، تم توقيع معاهدة صداقة وتجارة في  
فينا
 بين البلدين. وبعد توقيع 
معاهدة كامبو فورميو
 ، ضمت النمسا 
جمهورية البندقية
 في عام 
1797
 ، وبالتالي حصلت على زيادة كبيرة في أسطولها التجاري.وقد كانت 
جمهورية البندقية
 من أجل حماية سفنها من القراصنة المغاربة تقوم بدفع الجزية 
للمغرب
 منذ عام 
1765
.
[
8
]
 غير أن 
الإمبراطورية النمساوية
 أوقفت دفع تلك الجزية. مما جعل القراصنة المغاربة مند عام 
1803
 يقومون بإختطاف السفن التجارية النمساوية.
[
9
]
 ومع ذلك ، كان من الممكن للسفير النمساوي تشارلز ماري مونيات دي بويي تجديد معاهدة الصداقة والتجارة مع السلطان المغربي 
سليمان بن محمد
 لولا انه تجاهل الأمر، وقد وقعت معاهدة التجارة والملاحة بين 
البرازيل
 
والإمبراطورية النمساوية
 سنة 
1827
 والتي أدت إلى تجارة نشطة بين البلدين وإلى إقلاع عدة سفن تجارية وأثناء الرحلة من 
ترييستي
 إلى 
ريو دي جانيرو
 في صيف عام 
1828
 ، ثم إقلاع السفينة التجارية النمساوية التي تدعى العميد "فيلوتشي" للذهاب 
إلىريو دي جانيرو
 غير انه عندما وصلت السفينة قرب 
قادس
  تم اختطافها ونقلها مع طاقمها إلى 
الرباط
، هذا التصرف الذي دعا 
النمسا
 تحت قيادة القائد فرانز بانديرا ، الى القيام بحملة عسكرية على 
المغرب
،    و لقد كان الأسطول النمساوي مكون من أربع سفن ، طرادات "كارولينا" (26 بندقية) ، "أدريا" (20 بندقية) ، العميد " فينيتو  والمركب الشراعي "إنريتشيتا" ،كلهم أبحروا إلى مضيق 
جبل طارق
 متوجهين إلى  
للمغرب
 من اجل استعادة كرامتهم. لكن بسبب الظروف الجوية الصعبة ، لم يتم الوصول إلى 
المغرب
 حتى يناير عام 
1829
. حينها بدأت المفاوضات في 
جبل طارق
 بين السفير النمساوي فيلهلم فون بفلوغل ، الذي رافق الأسطول ، والقنصل المغربي العام يهودا بينوليئيل.
```

## الحملة
لم تنجح المفاوضات بين البلدين مما أدى إلى النمسا بقصف مدينة العرائش .
وفي 3 يونيو 1829 ، قامت فرقة الهبوط (بقيادة بول زيمبورغ فون راينرز) المكونة من 136 رجلا بلهبوط في ميناء العرائش لإغراق بارجتين مغربيتين كانت راسخة هناك ليتم الإشتباك مع المغاربة لكن القتال انتهى أثناء انسحاب النمساوين الذين خسرو 22 قتيلاً و 14 جريحاً ، وأما الخسائر المغربية فقد كانت حوالي 150 شخص بين قتيل وجريح منهم مدنين. كما تعرضت مدينتا أصيلة وتطوان أيضا للقصف.

## موقف الدولة العثمانية وكل من ايالات الجزائر وتونس وطرابلس
```
إتخدت 
الدولة العثمانية
 وإيالات 
الجزائر
، 
وتونس
 
وطرابلس
 الحياد ولم تتذخل في هذا النزاع بأوامر من السلطان العثماني 
محمود الثاني
 كما منع الاخير اعتراض السفن 
النمساوية
 بفعل معاهدة سلام كانت وقعتها 
الدولة العثمانية
 مع 
النمسا
 في تلك الفترة 
[
11
]
```